# Совет Западной России
Сове́т За́падной Росси́и (также именовался Совет Управления Западной России, Особое совещание Западной России, Совет управления при Западной добровольческой армии) — орган управления гражданскими делами, выполнявший функции правительства, созданный в октябре 1919 года в г. Митаве при Западной добровольческой армии П. Р. Бермондта-Авалова. После военного поражения армии Бермондта в ноябре 1919 г. Совет был распущен.

## Создание
Официальное утверждение Совета управления при командующем Западной добровольческой армией произошло 6 октября 1919 года, когда Бермондтом было подписано «Положение о Совете…». Первым пунктом положения значилась необходимость последующего утверждения состава Совета «…Всероссийской Верховной Властью».

## Состав
Предполагалось, что Совет возглавит князь В. М. Волконский, но он не смог прибыть в Митаву и исполняющим обязанности председателя стал граф К. К. Пален. Членами Совета были названы сенатор А. А. Римский-Корсаков (отдел судебных дел), барон Р. Р. Энгельгардт (отдел финансов и торгово-промышленных дел), бывший полковник Украинской армии гетмана Скоропадского А. Д. Черниловский-Сокол (отдел военных дел), действительный статский советник К. К. Зимин (управляющий делами Совета). От местного населения в Совет вошёл присяжный поверенный А. Арайс (отдел государственных имуществ и сельского хозяйства). Должность главы отдела народного просвещения осталось вакантной. Связь с берлинскими политиками осуществлял А. К. Реммер.
Бермондт так характеризовал состав Совета в своей переписке:

…составленный из истинно русских деятелей, испытанных опытом и одушевлённых лишь одним горячим желанием — способствовать вместе с другими восстановлению мощи, порядка и законности нашей Родины…
К концу октября наметилась тенденция к расширению представительного состава Совета — в него предполагалось включить «три человека от местного самоуправления, три человека от рабочих организаций, по два человека от касс взаимопомощи, от местной торговли, от промышленности, от кооперативов, тринадцать человек от демократии и девятнадцать человек от буржуазии».

## Программа
Власти, фактически существующие в Латвии (правительство Улманиса), Советом игнорировались. По планам Бермондта и Совета Латвия должна была оставаться в составе России на правах широкой областной автономии. «Комитет Ниедры» стоял на таких же позициях. Суверенитет Латвии не признавался. Одним из аргументов в пользу подобной точки зрения называлось «отсутствие международного признания» прибалтийских новообразований.
Несмотря на явный монархизм руководства Совета и Западной добровольческой армии как индивидуумов, программа Совета, как и программы других белых правительств, была демократической и стояла на принципе «непредрешенчества». «Политической программой» Совета провозглошались единство целей с другими белыми русскими армиями, «борьба с коммунистами, захватившими насильственным путём Российскую Верховную власть», «установление на Руси порядка и законности», скорейший созыв Учредительного собрания, «неприкосновенность частной собственности», «гарантия свободного труда» (при 8-ми часовом рабочем дне), «беспощадную борьбу с преступлениями», «свобода торговли», «борьба со спекуляцией», «равноправие всех народов, населяющих Россию, без различия веры и национальности». Земельный вопрос предлагалось решить путём передачи крупных земельных владений «нуждающимся хлебопашцам, путём принудительного отчуждения».